# カトリーヌ＝ドミニク・ド・ペリニョン
カトリーヌ＝ドミニク・ド・ペリニョン（Catherine-Dominique de Pérignon、1754年5月31日 - 1818年12月25日）は、フランス革命戦争期に活躍したフランスの軍人・元帥。1807年にペリニョン帝国伯爵、1817年にペリニョン侯爵。ラングドックのグルナード生まれ。1804年にナポレオンによって任命された4人の名誉元帥のうち一人（他の3人はケレルマン、セリュリエ、ルフェーヴル）である。

## 生涯
フランス革命戦争においてピレネー戦線（対スペイン戦）で活躍し、その後五百人会議員に選出され、スペイン大使に就任した。1799年にノヴィの戦いに参加し、負傷して捕虜となった後フランスに召還された。
元老院議員となり、最初の元帥のひとりとなった後に、1806年にパルマ・ピアチェンツァの両州の総督（知事）に任命され、1808年にはナポリ総督としてナポリ王ジョアッキーノ1世（ミュラ）のもとにナポリ方面軍を指揮するなど重職を歴任する一方で、軍人としてはノヴィの戦い以降に活躍していない。
徐々にブルボン王家に接近し、ついにはその旗の下に走ってしまう。そのためナポレオンの激怒を買い、百日天下においてはワーテルローの戦いの直前に将官名簿から削除され、階級を剥奪された。
第二次王政復古の後、ルイ18世によって1816年に元帥杖を授けられ元帥に復帰した。1817年には侯爵に昇叙されている。
ナポレオンの元帥としては戦場での活躍ではなく、過去の名声と政治的な配慮によって任命された存在であり、非常に影の薄い元帥の一人と言える。